# Tadao Ikeda
Pour les articles homonymes, voir Ikeda (homonymie).
Tadao Ikeda (伊奈精一, Ikeda Tadao), né le 5 février 1905 à Tokyo et mort le 12 mai 1964, est un scénariste et réalisateur japonais.

## Biographie
Après son diplôme à l'université Waseda, Tadao Ikeda rejoint la Shōchiku où il devient l'un des plus fidèles collaborateurs de Yasujirō Ozu pour lequel il co-écrit de nombreux scénarios. 
Au générique de Le Galopin, le scénario est signé « Chuji Nozu ». Il s'agit en réalité d'un pseudonyme derrière lequel se cachent quatre personnes : Tadao Ikeda, Tadamoto Ōkubo, Kōgo Noda et Yasujirō Ozu.
Il a réalisé douze films et écrit plus de cent-cinquante scénarios pour la Shōchiku entre 1929 et 1960.

## Filmographie partielle

### Comme réalisateur
- 1946 : Omitsu no endan (お光の縁談?) co-réalisé avec Noboru Nakamura
- 1947 : Shinkon rīgusen (新婚リーグ戦?)
- 1950 : Ren'ai kyōshitsu (恋愛教室?)
- 1951 : Kanpai! Waga danna (乾杯！若旦那?)
- 1951 : Tenmei tarō (天明太郎?)
- 1952 : Bakusan no enbun (バクさんの艶聞?)

### Comme scénariste
- 1929 : Le Galopin (突貫小僧, Tokkan kōzo?) de Yasujirō Ozu
- 1930 : Va d'un pas léger (朗かに歩め, Hogaraka ni ayume?) de Yasujirō Ozu
- 1930 : Ishikawa Goemon no hōji (石川五右衛門の法事?) de Torajirō Saitō
- 1930 : Mademoiselle (お嬢さん, Ojosan?) de Yasujirō Ozu
- 1931 : Les Malheurs de la beauté (美人と哀愁, Bijin to aishū?) de Yasujirō Ozu
- 1932 : Le printemps vient des femmes (春は御婦人から, Haru wa gofujin kara?) de Yasujirō Ozu
- 1933 : Une femme de Tokyo (東京の女, Tōkyō no onna?) de Yasujirō Ozu
- 1933 : Chikara to onna no yo no naka (力と女の世の中?) de Kenzō Masaoka
- 1933 : Femmes et Voyous (非常線の女, Hijōsen no onna?) de Yasujirō Ozu
- 1933 : Rêves de chaque nuit (夜ごとの夢, Yogoto no yume?) de Mikio Naruse
- 1933 : Cœur capricieux (出来ごころ, Dekigokoro?) de Yasujirō Ozu
- 1934 : L'Amour d'une mère (母を恋はずや, Haha o kowazuya?) de Yasujirō Ozu
- 1934 : Histoire d'herbes flottantes (浮草物語, Ukikusa monogatari?) de Yasujirō Ozu
- 1935 : Une jeune fille pure (箱入娘, Hakoiri musume?) de Yasujirō Ozu
- 1935 : Une auberge à Tokyo (東京の宿, Tōkyō no yado?) de Yasujirō Ozu
- 1936 : Réunion de famille (家族会議, Kazoku kaigi?) de Yasujirō Shimazu
- 1936 : Le Fils unique (一人息子, Hitori musuko?) de Yasujirō Ozu
- 1936 : La Femme de la brume (朧夜の女, Oboroyo no onna?) de Heinosuke Gosho
- 1939 : Courant chaud (暖流, Danryū?) de Kōzaburō Yoshimura
- 1940 : Kinuyo no hatsukoi (絹代の初恋?) de Hiromasa Nomura
- 1941 : Les Frères et Sœurs Toda (戸田家の兄妹, Todake no kyōdai?) de Yasujirō Ozu
- 1942 : Il était un père (父ありき, Chichi ariki?) de Yasujirō Ozu
- 1944 : L'Armée (陸軍, Rikugun?) de Keisuke Kinoshita
- 1945 : Les Demoiselles d'Izu (伊豆の娘たち, Izu no musumetachi?) de Heinosuke Gosho
- 1947 : Récit d'un propriétaire (長屋紳士録, Nagaya shinshiroku?) de Yasujirō Ozu